# René Bervoets
René Victor Francine Bervoets (Lier, 18 maart 1947) is een voormalige Belgische atleet, die gespecialiseerd was in de sprint en de middellange afstand. Hij nam tweemaal deel aan de Europese kampioenschappen en veroverde één Belgische titel.

## Biografie
Samen met Willy Vandenwijngaerden, Tony Goovaerts en Karel Brems verbeterde Bervoets in 1969 het Belgisch record op de 4 x 400 m estafette en nam hij op hetzelfde nummer deel aan de Europese kampioenschappen in Athene. Hij werd achtste in de finale.
Bervoets werd in 1971 Belgisch kampioen op de 800 m. Hij nam dat jaar zowel op de 400 m als de 4 x 400 m deel aan de EK in Helsinki. Hij werd telkens uitgeschakeld in de series.
Bervoets was aangesloten bij Lyra en bij Vlierzele Sportief. Later sloot hij zich ook nog aan bij Atletiekclub De Nieuwe Spikes. Hij trouwde met atlete Francine Van Assche.

## Belgische kampioenschappen
| Onderdeel | Jaar |
| --------- | ---- |
| 800 m     | 1971 |

## Persoonlijke records
| Onderdeel | Prestatie | Datum           | Plaats           |
| --------- | --------- | --------------- | ---------------- |
| 200 m     | 21,85 s   | juli 1977       | Villeneuve d'Asq |
| 400 m     | 47,0 s    | 24 juli 1971    | Bonn             |
| 800 m     | 1.49,1    | 1 augustus 1971 | Brussel          |

## Palmares

### 400 m
- 1971: 5e series EK in Helsinki – 47,42 s

### 800 m
- 1971:  BK AC – 1.49,1

### 4 x 400 m
- 1969: 8e EK in Athene – 3.10,8
- 1971: 5e series EK in Helsinki – 3.07,8